# Alejandro Ulloa
Alejandro Ulloa (ur. 22 października 1910 w Madrycie, zm. 27 kwietnia 2004 w Barcelonie) – hiszpański aktor.
Współpracował z teatrem, kinem i radiem. W latach 40. kierował hiszpańską filią wytwórni MGM. Do jego najlepszych kreacji teatralnych zaliczano postać Don Juana Tenorio; dubbingował w wersjach hiszpańskojęzycznych role filmowe aktora amerykańskiego Roberta Taylora. Ojciec Alejandro Ulloa (1926–2002).

## Filmografia
obsada aktorska
- Es peligroso asomarse al exterior
- 20 pasos para la muerte
- Abre tu fosa, amigo, llega Sábata
- Chicas de alquiler
- Clara es el precio
- Préstamela esta noche

Zdjęcia
- Susana y yo
- Café de puerto
- Las chicas de la Cruz Roja
- El día de los enamorados
- Las de Caín